# Chirbat Ghazi
Chirbat Ghazi (arab. خربة غازي) – miejscowość w Syrii, w muhafazie Hims. W 2004 roku liczyła 3056 mieszkańców.